# Pískaná
Pískaná (v anglickém originále Whistler's Father) je 3. díl 29. řady (celkem 621.) amerického animovaného seriálu Simpsonovi. Scénář napsali Tom Gammill a Max Pross a díl režíroval Matthew Faughnan. V USA měl premiéru dne 15. října 2017 na stanici Fox Broadcasting Company a v Česku byl poprvé vysílán 22. ledna 2018 na stanici Prima Cool.

## Děj
Marge si pozve na návštěvu Luann Van Houtenovou, Bernice Dlahovou a Helenu Lovejoyovou a požádá Homera, aby se postaral o Maggie. Homer zjistí, že Maggie má talent na pískání. Začne snít o tom, že její talent využije k tomu, aby se stal slavným.
Ženy v čele s Helenou kritizují Margin vkus při zařizování interiéru. Marge se tedy rozhodne dokázat ženám, že má styl, a vyzdobí čekárnu Springfieldské základní školy. Rodina Dlahových změní názor na Margin styl, ale Helena s jejím stylem stále nesouhlasí. Vtom se objeví Tlustý Tony a nabídne jí práci návrhářky interiérů.
V hospodě U Vočka se Homer pokouší obelstít štamgasty, ale Abe Simpson odhalí Homerův trik a vypráví o svém pískacím talentu, který zastavilo nepovedené představení. Děda žádá Homera, aby ji s tímto talentem zasvětil do světa showbyznysu, aby se stala stejně populárním jako kdysi on. Přivezou Maggie do Springfieldské zoo, aby ji naučili hvízdání ptáků. Bart je zklamaný, že jako jediné dítě nemá talent.
U budovy bývalé Springfieldské pošty požádá Tlustý Tony Marge, aby budovu předělala. Marge souhlasí a je nadšená, že se může na něčem takovém podílet, dokud nezjistí, že ve skutečnosti vyzdobila nevěstinec. Naštvaná Marge obelstěná mafií přesvědčí Tlustého Tonyho, aby nevěstinec zavřel.
Homer, Abe a Bart přivedou Maggie do studia Kanálu 6, kde se koná konkurz na pořad Hvězdní caparti. Když Homer zjistí, jak to v showbyznysu chodí, snaží se Maggie přesvědčit, aby odešla, ta však odmítá. Maggie se představení před lidmi a kamerami nevydaří kvůli zubu, který jí nově narostl.
Doma Homer popřeje Maggie dobrou noc a řekne jí, aby raději skrývala všechny další talenty, které má. Když odejde, vytáhne černobílý obraz Homera.
V posteli si Homer a Marge odhalují tajemství, která před sebou navzájem skrývali. Krátce nato Homer zjistí, že mu Marge popouští kalhoty.

## Přijetí
Dennis Perkins z webu The A.V. Club udělil dílu hodnocení C a napsal: „Jsou týdny, kdy je hodnocení nejnovějších Simpsonových jednoduše loterií. Při absenci zajímavé premisy, hostující hvězdy, dějové linie nebo hereckého výkonu znamená sledování průměrných Simpsonů v dnešní době sečíst všechny okrajové výhody, které můžete najít, odečíst věci, které vás buď neohromí, nebo aktivně naštvou, a určit výslednou hodnotu. Jako by Pískaná, která je skutečně průměrná ve všech ohledech, k takovému šablonovitému hodnocení přímo vybízela.“
Tony Sokol, kritik Den of Geek, ohodnotil díl 3,5 hvězdičkami z 5 s komentářem: „Nejlepším nenápadným gagem epizody je sundání Martina z háku v čekárně. (…) Bart se v epizodě příliš neprojevuje – zdá se, že jej trochu trápí, že ho všechny talenty minuly, a trochu méně ho trápí lev, kterého Milhouse chová ve svém pokoji. Nejsrdcovější záležitostí dílu je závěrečná kresba, na které Maggie zpodobňuje Homera, který ji zachrání před jakoukoli soutěží, na které by si vylámala zuby jeho předčasně vyspělá dcera.“
Pískaná dosáhla ratingu 1,3 s podílem 5 a sledovalo ji 2,91 milionu lidí, čímž se umístila na první příčce nejsledovanější pořadů toho večera na stanici Fox.